# Chiesa della Decollazione di San Giovanni Battista (Pergine Valsugana)
La chiesa della Decollazione di San Giovanni Battista è la parrocchiale nella frazione di Madrano a Pergine Valsugana. Risale al XV secolo.

## Storia

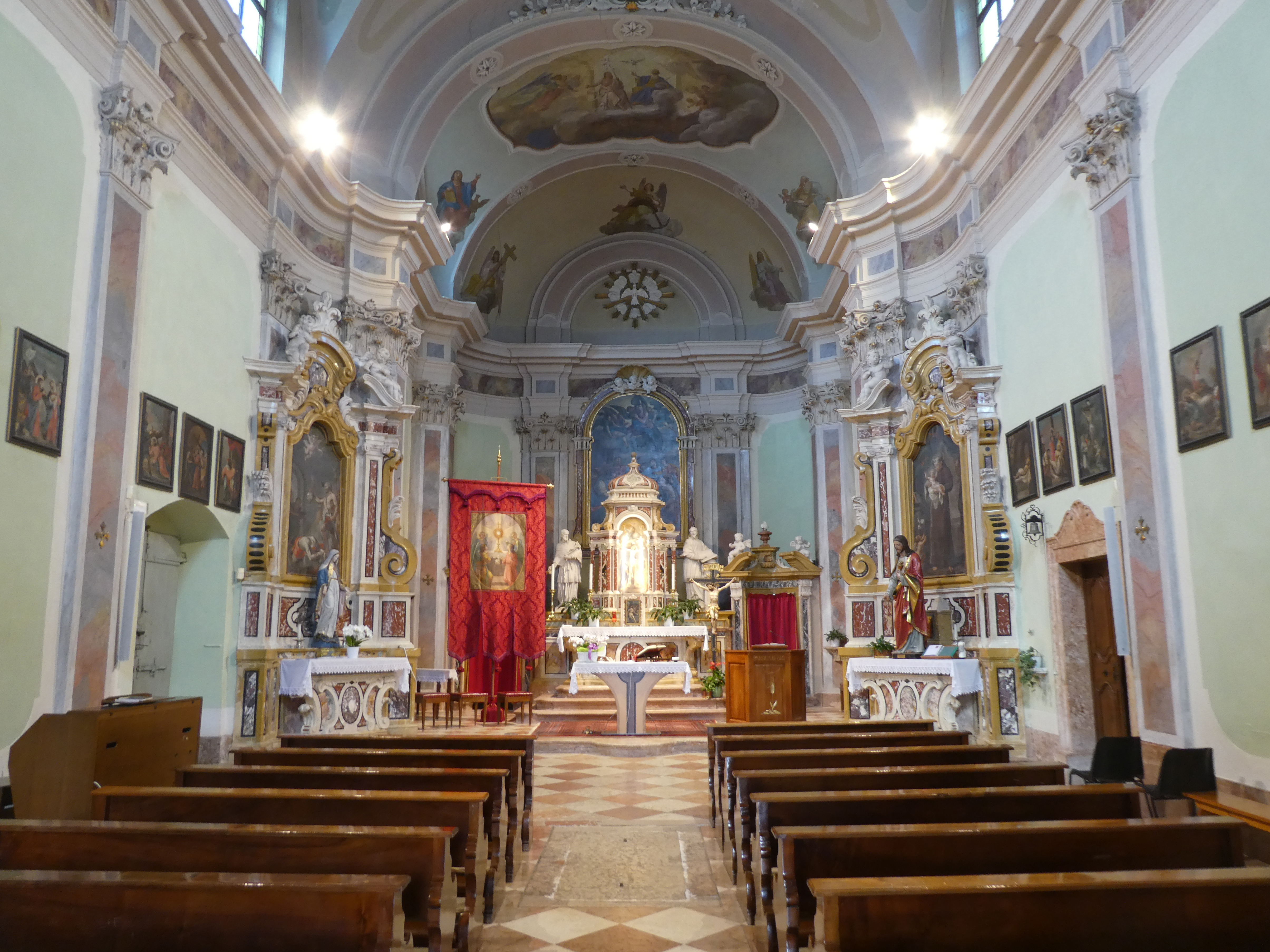
Interno

Le prime fonti documentali che citano la chiesa risalgono al 1450 e sono relative alla consacrazione di un altare celebrata dal vescovo di Feltre Jacopo Zeno.
Ebbe dignità curiaziale dal 1718; tra il 1765 e il 1779 venne completamente riedificata.
Venne consacrata da Andrea Benedetto Ganassoni, arcivescovo ad personam di Feltre, nel 1782.
Nei primi anni del XIX secolo gli interni vennero impreziositi da tre nuovi altari in marmo e nel 1849 venne ultimata la sopraelevazione della torre campanaria che era stata già progettata ma non realizzata per mancanza di fondi. Tra il 1860 ed il 1886 fu parzialmente rifatto il pavimento della navata e venne posta una nuova copertura a forma di cupola al campanile.
Con l'inizio del secolo successivo si rifece la copertura del tetto, vennero rivisti la pavimentazione della sala e l'intonacatura degli interni inoltre vennero restaurate le decorazioni a stucco.
Venne elevata a dignità di parrocchia nel 1919 dal vescovo di Trento Celestino Endrici.
Nel 1986 la chiesa fu oggetto di nuovi restauri conservativi che portarono a rifare la copertura del tetto, a rivedere ancora gli intonaci e gli stucchi e a sistemare il sagrato.
L'ultimo ciclo di interventi si è avuto tra 2007 e 2017. Sono state rimosse le balaustre presbiteriali per realizzare l'adeguamento liturgico, si è modificata la pavimentazione e si è provveduto a consolidare la struttura della torre campanaria che nel 2015 aveva mostrato problemi nell'intonaco.